# Gilera 125-150-175
La 125-150-175 è una serie di motociclette costruita dalla Gilera tra il 1949 e il 1960.

## Il contesto
Passata la Seconda guerra mondiale, si assistette alla grande diffusione delle due ruote motorizzate (sia sotto forma di micromotori che come scooter o motoleggere), mezzi che si prestavano bene a risolvere i problemi di mobilità della popolazione. Le risposte a questo bisogno furono quasi immediate da parte delle Case motociclistiche italiane, sia per quanto riguardava quelle già presenti sul mercato nell'anteguerra (Bianchi, Moto Guzzi), sia per quella miriade di costruttori apparsi dopo il conflitto come Ducati, Innocenti, Mondial, Moto Morini, Parilla, Piaggio, oltre a una vastissima schiera di assemblatori, molti dei quali si "ispirarono" alla DKW RT 125, riuscendo a sfornare modelli di "125" a due tempi, dai costi compatibili con le ristrettezze economiche dell'immediato dopoguerra.
La Gilera, al termine delle vicende belliche, aveva preferito presentare nel 1946 la Nettuno e la Saturno, modelli di medio-grossa cilindrata. Giuseppe Gilera, però, si rese presto conto che queste moto non erano tra le più adatte ad affrontare il mercato, e quindi decise di incaricare l'ingegner Piero Remor dello studio di un modello economico, ma con motore a quattro tempi.

## Progettazione e prototipi
L'obiettivo di mettere sul mercato una "125" economica, ma dotata di un prestigioso motore a 4 tempi è però l'unico su cui concordano Giuseppe Gilera e Piero Remor, le cui diverse concezioni tecniche si scontrano già in fase progettuale. Remor, padre del motore quadricilindrico fronte marcia, destinato a dominare la produzione mondiale fino ai giorni nostri, propende per una moderna distribuzione a valvole in testa, mentre Gilera, legato alle tradizioni aziendali, preferisce puntare su una collaudata ed economica distribuzione a valvole laterali.
Dopo una lunga serie di discussioni, ravvivate dallo spigoloso carattere dei due personaggi, Remor si rassegnò, obtorto collo, a progettare il motore con valvole laterali.
Al Salone di Milano del 1948 la Gilera presentò il prototipo di una "125" (cilindrata all'epoca esentata dalla targatura) che si distingueva per la linea semplice e pulita, ma che venne tiepidamente accolta dal pubblico, dai concessionari e dalla stampa specializzata, a causa delle modeste prestazioni, dovute all'antiquata concezione del propulsore che sviluppava 3,5 Cv e consentiva la velocità di 70 km/h.
La necessità di passare alla distribuzione con valvole in testa, causò un ulteriore scontro tecnico tra Gilera e Remor, circa l'opzione di ripensare completamente il motore, sostenuta dal progettista, e quella di modificare l'esistente, sostenuta dal "patron". Il braccio di ferro tra i due venne ancora una volta vinto da Giuseppe Gilera ed è questo il motivo per il quale in nuovo motore è caratterizzato dal bizzarro posizionamento anteriore delle aste e dell'albero a camme che non avrebbero potuta trovare corretta posizione, dietro il cilindro, senza stravolgere la struttura del blocco.
Nell'establishment Gilera il clima tra il direttore tecnico e il proprietario si fece molto teso, punteggiato da numerose discussioni su particolari tecnici ed economici, fino a sfociare nella decisione di Remor, alla fine del 1949, di abbandonare la casa di Arcore per trasferirsi alla MV Agusta, insieme agli assistenti Andrea e Arturo Magni.

## La "125"
La nuova Gilera 125 fu presentata alla stampa e ai concessionari il 22 marzo 1949 e, nonostante la travagliata genesi, incontrò subito un generale favore. Soprattutto da parte del pubblico che con un prezzo d'acquisto simile ad altri modelli a 2 tempi, poteva accaparrarsi una motocicletta di gran marca che, con i suoi 4,7 cavalli, consentiva la velocità di 80 km/h. Forse le finiture e le dotazioni erano leggermente inferiori alla concorrenza duetempistica, ma la nuova Gilera vantava un prestigioso motore a 4 tempi che garantiva il minimale consumo di carburante e la buona resistenza al funzionamento prolungato. Dopo l'entrata in produzione della 1ª serie, nel mese di settembre, il principale problema della "125" fu lo scarso numero di esemplari prodotti che non riusciva a soddisfare la domanda. Infatti, buona parte degli ordinativi non erano stati soddisfatti quando, nel dicembre 1949, entrò in produzione la 2ª serie che prevedeva piccole migliorie e l'adozione degli ammortizzatori a compasso. Pur impegnando allo spasimo le maestranze, l'azienda non riusciva a costruire più di 500 esemplari al mese.
Durante la produzione della 3ª serie, iniziata dal giugno 1950 e accreditata di 5 CV, con distribuzione migliorata e nuove sedi valvola, vennero sperimentate le giostre di montaggio ideate da Giuseppe Gilera, poi installate nei mesi di gennaio e febbraio del 1951, sospendendo la produzione della "125". Si riprese nel mese di marzo, con la produzione della 4ª serie, denominata "Turismo", che vide l'aumento di capacità della coppa dell'olio e, finalmente, l'adozione delle bronzine per la biella al posto dei rulli. Le nuove "giostre di montaggio", a pieno regime, riuscivano a sfornare mille motori al mese.
Contemporaneamente alla precedente, dal mese di aprile venne avviata la produzione della 5ª serie tipo "Sport", dotata di serbatoio maggiorato a 13 lt e motore da 7 CV che consentiva la velocità massima di 90 km/h, senza alterare i dati di consumo. La 6ª serie, che prevedeva piccole variazioni, entrò in produzione nel febbraio 1952, per concludersi nel luglio dello stesso anno.
La nuova legge che in Italia imponeva la targatura delle "125" e consentiva l'accesso alle autostrade per le moto con cilindrata minima di 150 cm³, decretò l'uscita di produzione della "125" e la sua sostituzione con il modello "150", dopo un numero complessivo di 25 000 esemplari costruiti nelle varie serie e versioni.
Per completezza, occorre aggiungere che, nel 1955, la Gilera rimise in commercio una "125", derivata dalla "150" e denominata "Export", in quanto pensata per l'esportazione, in particolare nella Confederazione elvetica, mantenendola in catalogo sino al 1959.

## La "150"
Presentata nel 1952 come erede della ottavo di litro, la 150 sarà la Gilera più venduta di sempre, con ben 96 000 esemplari (esclusi quelli costruiti in Argentina dalla locale filiale). Il motore fu rivisto dai tecnici Antonio Parolo, Franco Passoni e Luigi Piazza (sotto la supervisione del nuovo direttore del Servizio Esperienze Gilera, ing. Sandro Colombo), portando l'alesaggio a 60 mm e mantenendo la corsa del 125. La maggiorazione era dovuta anche alle norme che imponevano la targatura delle ottavo di litro, sino ad allora esentate. Due le versioni disponibili inizialmente: Turismo e Sport, che si distinguevano tra loro principalmente per la sospensione anteriore (a parallelogramma la Turismo, telescopica la Sport). Per entrambe il cambio rimaneva a 3 rapporti. Già nel 1953, però, la Sport guadagnava un 4 marce.
Il '53 vide anche l'entrata a catalogo della Dimostrazione, modello più spinto costruito in serie limitata. A esse seguiranno le Gran Turismo (1955), Super Sport e Rossa Super (1957). La produzione cessò nel 1960.

## La "175"
Venne presentata nel 1956 con il nome di 150 V, ma ribattezzata quasi subito G 175. Alla fine dell'anno la gamma viene ampliata con i modelli Gran Turismo ed Extra (quest'ultimo riprende alcune caratteristiche della B 300, come la primaria a catena anziché ad ingranaggi), mentre la G 175 viene ribattezzata Normale. Nel 1957 arrivarono i modelli Sport (con il motore tipo Gran Turismo) e Rossa Extra (con il motore tipo Extra). La gamma fu successivamente semplificata nel 1958 con l'uscita di produzione dell'Extra. Le 175 restano a catalogo sino al 1960. Ne verranno prodotti 10 500 esemplari.